# Mědinikl

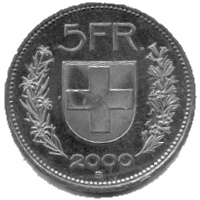
5 švýcarských franků

Mědinikl nebo kupronikl je slitina mědi a niklu a posilujících přísad, například železa a manganu. Mědinikl nekoroduje v mořské vodě, protože jeho elektrodový potenciál je upraven tak, aby k ní byl neutrální. Z tohoto důvodu se používá k výrobě námořní techniky, lodních vrtulí, hřídelí, trupů a jiných částí.
Běžně se používá i k výrobě oběžných mincí stříbrné barvy. Běžné složení je 75 % mědi, 25 % niklu a stopové množství manganu. V minulosti se pravé stříbrné mince falšovaly pomocí mědiniklu. Navzdory vysokému obsahu mědi je barva stříbrná.